# Maurice Marsac (archéologue)
Pour les articles homonymes, voir Marsac et Maurice Marsac.
Maurice Marsac, né le 28 février 1938 à Chavagné et mort le 23 janvier 1991 à Breloux-la Crèche (Deux-Sèvres), est un archéologue français.

## Biographie
D'un esprit curieux, Maurice Marsac s'intéresse aux techniques en pointe de son époque. En poste au Service régional de l’archéologie des Pays de la Loire, au début des années 1960, il s'intéresse à la prospection archéologique aérienne et innove en ayant recours à la photographie infrarouge.
Il est encouragé dans ses travaux par Roger Agache, précurseur de l’archéologie aérienne en Picardie, et prospecte une zone située autour du Golfe des Pictons, actuel marais poitevin. Ses travaux de recherches lui permettent de découvrir un millier de sites archéologiques allant du Néolithique à l’époque moderne.
Fort d’une décennie de recherches, en 1975, il soutient une thèse à l’École des hautes études en sciences sociales intitulée  Inventaire archéologique par photographie aérienne des abords du Golfe des Pictons.
Parallèlement, il écrit de nombreux articles publiés en France et à l’étranger, participe à des colloques et mène des fouilles archéologiques sur des sites gallo-romains notamment La Fougeoire à La Crèche de 1965 à 1969, Saziré à Aiffres au début des années 1970. Son Inventaire archéologique par photographie aérienne des abords du Golfe des Pictons, constitué de trois tomes (1991, 1993 et 1996), a été publié à titre posthume sous l'impulsion de sa mère, Mme Talbot-Marsac.
Une rue de Chavagné, commune de La Crèche, porte son nom.